# Stream de atividade
Um stream de atividade é uma lista de atividades recentes realizadas por um indivíduo, geralmente em um único site. Por exemplo, o Feed de Notícias do Facebook é um stream de atividades. Desde que o Feed de Notícias foi lançado, em 6 de setembro de 2006, outros sites importantes disponibilizaram recursos semelhantes para seus próprios usuários. Desde a proliferação de streams de atividades em sites, houve apelos para padronizar o formato para que os sites possam interagir com um stream fornecido por outro site. O projeto Activity Streams, por exemplo, é um esforço para desenvolver um protocolo de stream de atividades para organizar atividades em aplicativos sociais da web. Vários sites importantes com recursos de stream de atividades já abriram seus streams de atividades para os desenvolvedores usarem, incluindo Facebook e MySpace.
Embora o stream de atividades seja de redes sociais, hoje em dia ele se tornou uma parte essencial do software de negócios. O software social corporativo é útil em diversos tipos de empresas para organizar sua comunicação interna e atua como um complemento à intranet corporativa tradicional. Softwares de colaboração como Jive Software, Yammer e Chatter oferecem stream de atividades como um produto separado. Ao mesmo tempo, outros fornecedores de software, como tibbr, Central Desktop e Wrike, oferecem stream de atividades como parte integrante de sua solução de software de colaboração.
Os streams de atividades possuem duas variações diferentes:
- Feeds genéricos: todos os usuários veem o mesmo conteúdo no stream de atividades.
- Feeds personalizados: cada usuário obtém itens personalizados, bem como uma classificação personalizada de cada elemento do feed.

## Sites notáveis com fluxos de atividade
- Feed de notícias do Facebook[8]
- Gnip
- Chatter de Salesforce.com[9]
- Traction TeamPage: versão 5.0 adiciona streams de atividades à plataforma de software social Enterprise 2.0[10]
- Twitter
- Tumblr
- Snapchat
- Spotify
- Pinterest

## Softwares notáveis
- Eureka Streams
- Ektron CMS400: NET Release 8.0 adiciona streams de atividades ao seu pacote de software social[11]